# 三河镇 (陇南市)
三河镇，是中华人民共和国甘肃省陇南市武都区下辖的一个乡镇级行政单位。

## 行政区划
三河镇下辖以下地区：
阳山村、庙坪村、竹林村、柏林村、李台村、苍院村、汉坪村、杨坪村、马河村、小石村、张半山村、南山村、宣河村、歇台村、姚沟村和黑沟村。